# 奇米丘里酱
奇米丘里酱（西班牙語：chimichurri，發音：[tʃimiˈtʃuri]），又称阿根廷青酱，是一种用作烹饪配料和烤肉蘸料的酱汁，由切碎的平叶歐芹、弗雷斯诺红辣椒、蒜末、橄欖油、牛至和醋或柠檬汁制成。该酱原产于阿根廷，今已广泛使用于拉丁美洲大部分地区。